# Scheufliegen
Die Scheufliegen (Heleomyzidae), auch bekannt als Dunkelfliegen, sind eine Familie der Zweiflügler (Diptera) und gehören zu den Fliegen (Brachycera). Weltweit leben etwa 500 Arten dieser Tiergruppe, davon sind 62 Arten aus Deutschland bekannt. Es handelt sich durchweg um kleine bis mittelgroße Fliegen mit einer Körperlänge von 1,5 bis 12 Millimetern.

## Merkmale
Die Scheufliegen sind meist gelbrot, braun oder schwarz. Ein auffälliges Merkmal sind die im Mundbereich sehr starken Tastborsten und der Flügelrand, der neben einer starken Beborstung häufig auch noch kräftig bedornt ist.

## Lebensweise
Die Fliegen sind besonders häufig auf schattigen Büschen oder anderer Vegetation zu finden. Außerdem an Aas, Exkrementen, Baumwunden, Pilzen oder auf meist doldenartigen Blüten. Einige Arten finden sich auch in Wohnungen, Ställen, in Höhlen oder in den Wohnbauten von Säugetieren. Teilweise kann man die Fliegen auch im Winter bis zu Minimaltemperaturen von minus 12 °C finden.

## Larvalentwicklung
Die Larven haben eine typische Madengestalt mit bedornten Kriechwülsten. Sie leben häufig in zersetzenden Pflanzenresten und tierischen Stoffen. So leben Arten der Gattungen Heleomyza und Scoliocentra als Koprophage in Exkrementen (auch in Höhlen in Fledermauskot oder in Hühnerkot (Heleomyza serrata)), andere an Aas (Nekrophagie) oder Pilzen. Zu den Letzteren gehört die Trüffelfliege (Suillia tuberiperda), deren Larven in Trüffeln leben und deren Suchverhalten nach unterirdischen Trüffeln von einigen Trüffelsuchern genutzt wird. Einige Arten leben auch als Schädlinge an Kulturpflanzen, so etwa die Knoblauchfliege (Suillia univittata) an Knoblauch.

## Fossile Belege
Fossile Belege zu dieser Insektenfamilie sind selten und stammen ausschließlich aus tertiären Lagerstätten. So sind aus eozänem Baltischen Bernstein Vertreter aus mindestens sieben Gattungen identifiziert. Darüber hinaus kommen Scheufliegen auch im etwas jüngeren Dominikanischen Bernstein vor.

## Arten (Auswahl)
- Suillia variegata
- Tephrochlamys rufiventris